# Maqbaratoshoara

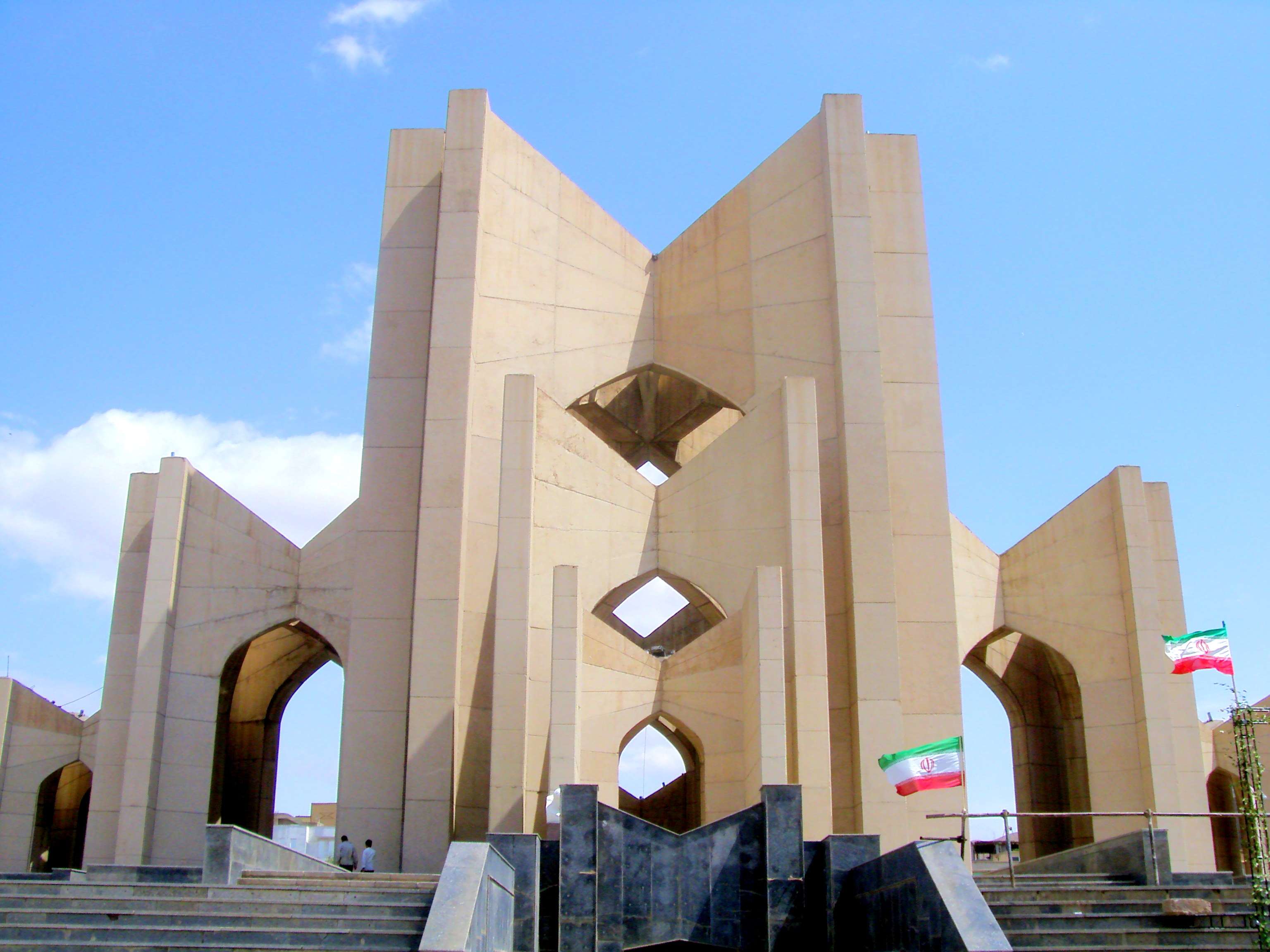
La edificio del mausoleo de los poetas.

Maqbarat-o-shoara (árabe: مقبرةالشعراء) o el Mausoleo de los poetas es uno de los cementerios históricos de la ciudad de Tabriz, ubicado en el barrio de Sorkhab. Es un cementerio perteneciente a poetas clásicos y contemporáneos, místicos y otras personas notables, ubicado en el distrito Surkhab de Tabriz, en Irán. Fue construido por Tahmaseb Dolatshahi a mediados de la década de 1970 mientras era el Secretario de Artes y Culturas de Azerbaiyán Oriental. Maqbarat-o-shoara se encuentra alrededor de Haidar, en el lado este de la tumba de Sayyed Hamzeh y la tumba de Ghaem Magham, hay un cementerio que contiene las tumbas de importantes poetas, místicos, científicos y personas conocidas de Tabriz. El mausoleo fue mencionado por primera vez por el historiador medieval Hamdollah Mostowfi en su Nozhat ol-Gholub. Hamdollah menciona que se encuentra en lo que, en ese momento, era el distrito Surkhab de Tabriz.
Desde la década de 1970, se han intentado renovar el área del cementerio. Algunos trabajos se han llevado a cabo como la construcción de un nuevo edificio simbólico en este sitio. El primer poeta enterrado en este complejo fue Asadi Tusi (999-1072).

## Historia

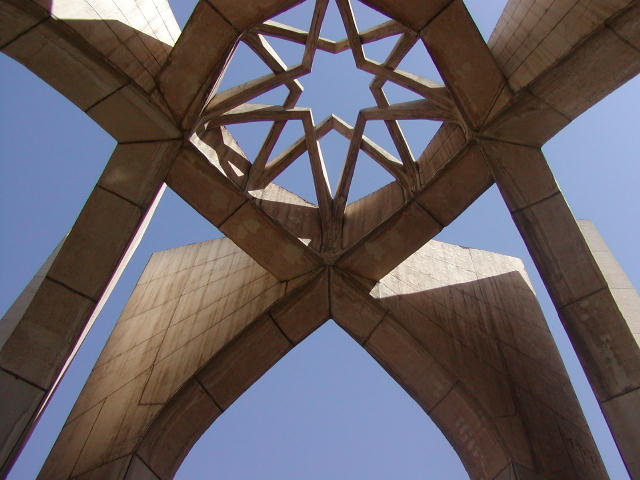
La doma del edificio.

El nombre del cementerio aparece en obras escritas a partir del siglo VIII. La referencia más temprana a este cementerio está en el libro de Nizhtah al-Khulub compuesto por Hamdollah Mostofi. En el Lubab ul-Albab, escrito por Mohammad Aufi en el 1227, se nombra una descripción de poetas del siglo VIII, como Khaghani y Farabi, enterrados en el Santuario de Shiraz.
Debido al abandono del Maqbarat-o-shoara después de los terremotos de 1193 y 1194 y debido al entierro de muchos grandes poetas y místicos en el cementerio, se eligió a Gholamreza Frzanmhr para comenzar la construcción del monumento. Hoy en día, este monumento es uno de los símbolos de la ciudad de Tabriz. En el Festival de la Canción de Eurovisión 2009,
Azerbaiyán utilizó la imagen del Maqbarat-o-shoara como uno de sus símbolos.

## Personas enterradas
Más de 400 poetas, místicos y renombrados nombres de Irán y los países de la región han sido enterrados en el cementerio desde hace 800 años, desde Hakim Asadi Tusi hasta Shahriar, uno tras otro:
- Asadi Tusi (999-1072) - poeta
- Qatran Tabrizi (1009-1072) - poeta
- Anvari Abivardi (1126-1189) - poeta
- Khaqani (1122-1190) - poeta
- Mojireddin Bilaqani (m. 1190) - poeta
- Zahireddin Faryabi (m. 1202) - poeta
- Shapur Nishapuri (m. 1204) - poeta
- Shamseddin Sojasi (m. 1206) - poeta
- Zulfaqar Shervani (m. 1290) - poeta
- Homam Tabrizi (1238-1314) - poeta
- Nasrollah Tabib (m. 1339) - calígrafo
- Assar Tabrizi (1325-1390) - poeta
- Maghrebi Tabrizi (1348-1406) - poeta
- Mani Shirazi (m. 1507) - poeta
- Lesani Shirazi (m. 1533) - poeta
- Shakibi Tabrizi (m. 1564) - poeta
- Mirza Issa Farahani (m. 1822) - visir de Fath Alí Sah Qajar y Abbas Mirza
- Aziz Khan Mukri (m. 1870) - general militar
- Seqqat ol-Eslam Tabrizi (1861-1911) - activista constitucional persa
- Taher Tabrizi (1888-1976) - calígrafo
- Mohammad-Hossein Behjat Tabrizi (Shahriar) (1906-1988) - poeta
- Mahmoud Melmasi (Azarm) (1917-1991) - poeta
- Aziz Dowlatabadi (Darvish) (1922-2009) - poeta